# East Cottingwith
East Cottingwith is een plaats en civil parish in het bestuurlijke gebied East Riding of Yorkshire, in het Engelse graafschap East Riding of Yorkshire met 290 inwoners.